# Ʃ̴
L’ech tilde inscrit, ʃ̴, est une lettre additionnelle de l’alphabet phonétique international utilisée dans quelques ouvrages linguistiques dont notamment par Ian Maddieson (en). Elle est composée d’un ech diacrité d’un tilde inscrit.

## Utilisation
Dans l’alphabet phonétique international, l’ech représente une consonne fricative alvéolaire sourde et le tilde inscrit indique une pharyngalisation ou vélarisation. La consonne fricative alvéolaire sourde pharyngalisée peut aussi être notée [ ʃˤ] ou [ʃ͡ħ] et la consonne fricative alvéolaire sourde vélarisée peut aussi être notée [ ʃˠ] ou [ʃ͡x]. Cependant pour la consonne vélarisée, celle-ci est une consonne fricative post-alvéolo-vélaire sourde [ɧ] possédant son propre symbole.
Ian Maddieson (en) utilise l’ech tilde inscrit [ʃ̴], notamment en 1983 et 1984, pour représenter une consonne fricative palato-alvéolaire sourde utilisée en russe,,. Le symbole peut être utilisé ainsi pour transcrire шар /ˈʃar/ (« balle ») lorsque prononcé avec une post-alvéolaire vélarisée [ʃˠ], c’est-à-dire [ʃ̴].
Klaus J. Kohler utilise l’ech tilde inscrit avec une double arche renversée souscrite [ʃ̴̫] pour représenter une consonne fricative palato-alvéolaire sourde labialisée produite en allemand en Rhénanie.

## Représentation informatique
L’ech tilde n’a pas de représentation informatique standardisée. Il peut être présenté à l’aide d’un caractère non standard ou à l’aide de la lettre ech avec une diacritique tilde couvrant, ‹ ʃ̴ ›.